# Urechești, Vrancea
Urechești este satul de reședință al comunei cu același nume din județul Vrancea, Muntenia, România.

## Personalități
- Valeriu Pantazi, poet, scriitor și pictor român.

 Acest articol despre o localitate din județul Vrancea este deocamdată un ciot. Puteți ajuta Wikipedia prin completarea lui.